# Medienpädagogischer Forschungsverbund Südwest
Der Medienpädagogische Forschungsverbund Südwest ist ein Kooperationsprojekt der Landesanstalt für Kommunikation Baden-Württemberg und der Landeszentrale für Medien und Kommunikation Rheinland-Pfalz. Seit 1998 führt der mpfs repräsentative Studien (JIM, KIM und FIM) zum Medienverhalten von Kindern, Jugendlichen und Familien durch.

## Forschung
Die Basisuntersuchungen JIM (Jugend, Information, (Multi-)Media) und KIM (Kinder + Medien, Computer + Internet) bieten seit 1998 repräsentatives Datenmaterial zur Mediennutzung von Kindern und Jugendlichen. Seit 2011 wird mit der FIM-Studie (Familie, Interaktion & Medien) die Mediennutzung im Familienkontext untersucht. Bei den Studienreihen kooperiert der mpfs mit der SWR Medienforschung.

### JIM-Studie
Seit 1998 werden bei der JIM-Studie jährlich über 1.000 Jugendliche zwischen 12 und 19 Jahren zu ihrem Umgang mit Medien und Information befragt. Die JIM-Studie ist als Langzeitprojekt angelegt, um allgemeine Trends zu dokumentieren. Die JIM-Studie ist repräsentativ und gehört zu den bedeutendsten Jugendmedienstudien in Deutschland. Unter dem Namen „JIMplus“ erschienen 2009 und 2011 ergänzende Informationen zur jeweiligen JIM-Studie.

### KIM-Studie
Bei der KIM-Studie werden seit 1999 regelmäßig Kinder im Alter von 6 bis 13 Jahren und ihre Mütter zum Stellenwert der Medien in ihrem Alltag befragt. Die KIM-Studie ist als Langzeitprojekt angelegt und schließt nahtlos an die JIM-Studie an.

### FIM-Studie
2011 wurden erstmals deutschen Familien mit Kindern zwischen 3 und 19 Jahren zur Mediennutzung im Familienkontext mit der FIM-Studie befragt. Die Studie bietet zudem aktuelle Erkenntnisse zur Kommunikation und Interaktion innerhalb der Familie.

## Weitere Projekte
Der Medienpädagogische Forschungsverbund Südwest ist zudem noch an weiteren Projekten beteiligt:
- Handysektor.de
- klicksafe.de
- Internet-ABC
- Mediendaten Südwest